# Phoma stagonosporioides
Phoma stagonosporioides är en lavart som beskrevs av Trail 1889. Phoma stagonosporioides ingår i släktet Phoma, ordningen Pleosporales, klassen Dothideomycetes, divisionen sporsäcksvampar och riket svampar.   Inga underarter finns listade i Catalogue of Life.